# Chauncey Morehouse
Chauncey Morehouse (ur. 11 marca 1902 w Niagara Falls, zm. 31 października 1980 w Medford w stanie New Jersey) – amerykański perkusista jazzowy. Uchodził za jednego z najlepiej grających technicznie perkusistów lat 20.. Wynalazca i modyfikator instrumentów perkusyjnych.

## Życiorys
Dorastał w Chambersburgu w Pensylwanii. Wcześnie zaczął grać na perkusji. W szkole średniej był członkiem jej orkiestry. Równocześnie występował z ojcem, który grał na fortepianie w kinoteatrach, ilustrując muzyką nieme filmy. W 1919 – jeszcze chodząc do szkoły średniej – prowadził swoją grupę Versatile Five.
W latach 1922–1924 zdobywał doświadczenie, grając w zespole Paula Spechta The Society Serenaders. Wraz z nim dokonywał nagrań, a w 1923 odwiedził Londyn. Od 1925 do 1927 pracował w orkiestrze Jeana Goldkette’a w Detroit. Również w 1927 grał m.in. z kornecistą Bixem Beiderbeckiem i saksofonistą Frankiem Trumbauerem w krótko istniejącej, mimo to legendarnej formacji Adriana Rolliniego. W latach 1928–1929 był stałym członkiem orkiestry Donalda Voorheesa. W okresie 1925–1929 jako sideman uczestniczył w licznych sesjach nagraniowych firmowanych nazwiskami takich liderów jak Goldkette, Trumbauer, Biderbecke, Red Nichols, bracia Dorsey – Jimmy i Tommy, oraz Joe Venuti.
W 1929 zrezygnował z występów przed publicznością na rzecz kariery muzyka studyjnego. Przez następne cztery dziesięciolecia pracował w Nowym Jorku głównie w wytwórniach płytowych, radiu, a później telewizji. Grał przeważnie muzykę popularną. Trzydzieści pięć lat był członkiem orkiestry NBC. Wraz z upływem czasu unowocześniał swój styl gry.
Zawsze interesował się budową instrumentów perkusyjnych. Jeszcze w 1932 założył orkiestrę, w której muzycy grali na kilku zaprojektowanych przez niego instrumentach. On sam zaś grał na nastrojonych chromatycznie kilkunastu zmodyfikowanych wg własnego pomysłu afrykańskich bębnach ngoma. W realizacji przedsięwzięcia pomagał mu perkusista Don King.
W latach 70., kiedy był już emerytem i muzykiem zapomnianym, okazjonalnie pojawiał się na estradzie. Sporadycznie występował na festiwalach jazzowych. W 1975 zagrał w Carnegie Hall na koncercie upamiętniającym Jeana Goldkette’a.
W ostatnim okresie życia mieszkał w Vincentown w New Jersey. Przed śmiercią był rezydentem domu opieki w Medford. Miał 78 lat. Pozostawił po sobie żonę – Virginię, z którą miał córkę – Susan i syna – Jamesa.

## Dyskografia

### Jako sideman
- 1982 Red Nichols and His Five Pennies – 1926–31 Rarest Brunswick Masters (MCA)
- 1999 The Engine Room – A History of Jazz Drumming from Storyville to 52nd Street (Proper Records) – 4 CD

Zestawienie wg dat wydania płyt